# 중국의 베트남 지배
중국의 베트남 지배 또는 박투억(北屬 직역: "북에 속함") (기원전 111년~서기 939년, 서기 1407년~1428년)은 현대 북부 및 중부 베트남의 여러 지역이 연속된 중국 왕조에 의해 통치되었던 네 가지 역사적 시기를 의미한다. 베트남의 역사학은 전통적으로 이 시기의 시작을 한나라가 남월을 (베트남어: Nam Việt) 합병한 기원전 111년으로 보고 있다. 중국의 통치는 서기 939년 응오 왕조가 수립될 때까지 다양한 형태로 지속되었으며, 이는 일반적으로 중국 통치의 주요 단계의 종결을 의미한다. 1407년부터 1428년까지 명나라의 후기 점령 기간은 종종 별개의 사건으로 다루어진다. 특히 베트남의 일부 지역은 현재 중국의 현대 성을 이루는 여러 영토보다 더 오랫동안 중국의 지배를 받았는데, 이는 수세기 동안 이 지역에 대한 중국의 영향력의 지속성과 깊이를 강조한다.
이 시기의 역사학은 학술적 논쟁의 대상이 되었으며, 특히 국가적 및 문화적 정체성이 어떻게 소급적으로 적용되었는지에 대한 논란이 있다. 캐서린 처치먼(Catherine Churchman), 제이민 김(Jaymin Kim), 키스 W. 테일러(Keith W. Taylor)와 같은 역사가들은 박투억에 대한 많은 서술이 현대적 사료를 통해 형성되었으며, 종종 민족주의 또는 반식민주의적 정서의 영향을 받았다고 주장한다. 이 학자들은 저항 또는 복종의 끊어지지 않는 서술이라는 생각이 화합, 융합, 그리고 지역 자치 시기를 포함한 더 복잡한 역사적 관계를 단순화한다고 강조한다. 최근 연구는 이러한 역사를 베트남, 중화인민공화국, 그리고 다른 지역에서 현대 민족주의 및 영토 회복주의 프로젝트의 도구로 사용하는 것을 비판한다.

## 지리적 범위 및 영향
중국의 네 가지 통치 기간은 현대 베트남의 국경과 일치하지 않았지만, 주로 홍강 삼각주와 인접 지역에 한정되었다. 중국 통치의 처음 세 기간 동안, 중국 이전의 원주민 문화는 현대 베트남 북부, 홍, 까강 및 마강의 충적 삼각주에 집중되어 있었다. 10세기 동안의 중국 통치는 수많은 한족의 정착으로 상당한 유전적 발자취를 남겼고, 동시에 베트남을 무역과 문화 교류에 개방했다.
언어, 종교, 예술, 생활 방식과 같은 중국의 문화 요소들은 근대에 이르기까지 전통 베트남 문화의 중요한 구성 요소였다. 중국과의 이러한 문화적 유대감은 원나라에 대한 침략 시도를 군사적으로 방어할 때도 유효했다. 한자는 프랑스 식민지화까지 베트남의 공식 문자로 남아 있었는데, 이는 명나라 축출 이후 토착 쯔놈 문학이 부흥했음에도 불구하고 그러했다.

## 역사학

### 프랑스 역사학
중국의 베트남 지배에 대한 역사학은 프랑스 식민지 학문과 베트남 탈식민지 시대 국가 역사 기록의 상당한 영향을 받았다. 19세기 동안 프랑스인들은 베트남이 자체 문화를 거의 가지고 있지 않았고 거의 전적으로 중국으로부터 차용했다는 견해를 퍼뜨렸다. 프랑스 학자들과 관리들은 베트남인을 단순히 문명의 차용자로 묘사함으로써 자신들이 후진 지역에 문명을 가져오는 역사적 패러다임에 위치시켰다. 프랑스 학자 레오나르 오루소(Léonard Aurousseau)는 베트남이 문화적, 정치적으로 중국에서 차용했을 뿐만 아니라, 베트남 인구 또한 중국의 월 주에서 온 이주의 직접적인 결과라고 주장했다. 이러한 사고방식은 베트남 역사에 관한 최초의 영어 역사책을 저술한 조셉 버팅어(Joseph Buttinger)에 의해 이어졌다. 그는 중국과 싸우기 위해서는 베트남인이 중국인처럼 되어야 한다고 믿었다.
미션-에트랑제르(Missions-Étrangères)의 역사가 아드리앵 로네(Adrien Launay)는 베트남인을 예술이나 과학 분야에서 뚜렷한 발전을 이루지 못한 중국 문명의 모방자로 묘사했다. 엘리아신 뤼로(Eliacin Lurô)와 폴 오리(Paul Ory)와 같은 다른 학자들도 베트남 사회가 중국의 가난한 버전이라는 동일한 견해를 지지했다. 이러한 서술은 카미유 브리포(Camille Briffaut)와 같은 인물에 의해 어느 정도 수정되었는데, 그는 베트남인이 중국 제도를 성공적으로 적용하여 남쪽과 서쪽으로 영토를 확장했다고 제안했다. 1900년 1월 20일, 프랑스 식민지 국가의 학술 기관으로 에콜 프랑세즈 드 엑스트렘 오리앙(École Française d’Extrême Orient, EFEO)이 설립되었고, 그 동양학자들은 중국과의 연관성이 프랑스 식민지 이익에 해롭다고 여겼기 때문에 이 틀에 도전했다. EFEO의 초대 이사인 루이 피노(Louis Finôt)는 인도차이나 식민지의 "기원 발견, 이상 현상 설명, 다양성 정당화"에 참여하는 대안 정책을 제시했다. 결국 EFEO는 힌두교의 영향을 특징으로 하는 동남아시아 모델을 개발했지만, 베트남은 이 모델에 깔끔하게 들어맞지 않았고, 이에 대해 더 양면적인 관계를 가졌다.

### 베트남 국가 역사학

#### 기원
20세기의 베트남 역사학만큼 강력한 국가적 흔적을 남긴 역사학은 거의 없다. 그 세기의 대부분 동안 국가 정체성과 생존을 위한 치열한 전투에 참여하면서, 베트남 역사가들과 그들의 국제적 지지자들은 중국, 프랑스, 미국에 대한 국가적 투쟁이라는 거대한 서사에 집중했다. 최근에야 새로운 세대의 역사가들이 인도차이나 반도에 거주했던 수많은 민족들 사이의 관계의 정치적, 문화적 복잡성을 탐구할 수 있게 되었으며, 그들의 말이 국가적 투쟁에 미치는 영향을 고려할 필요가 없게 되었다.
 — 늉 뚜얫 짠과 앤서니 레이드
베트남 역사학의 민족학파는 이 시기를 "중국의 천년 지배에도 기적적으로 보존된 원시 베트남의 가설적인 하층토가 나타난 전투적, 민족주의적, 그리고 매우 현대적인 시각"으로 묘사한다. 베트남의 민족 서사는 중국을 부패하고 이익을 추구하는 민족이며 결국 베트남에서 쫓겨난 외국 식민 제국 중 첫 번째에 불과하다고 묘사한다. 캐서린 처치먼(Catherine Churchman)에 따르면, 이것은 완전히 새로운 역사적 전통이 아니라 그것의 재작성 또는 업데이트이며, 북부 제국(중국)과 동등한 남부 제국으로 자신을 묘사한 대월에 뿌리를 두고 있다. 쩐 및 레 왕조의 대월 문인들은 중국 통치 이전에 자신들의 자치권에 대한 고대 기원을 찾았고, 자신들의 계보를 조타 또는 반전설적인 홍방 왕조로 거슬러 올라갔다. 그들은 북부 제국이 이러한 견해를 존중하지 않아 패배했다고 기록했다. 그러나 니 호앙 툭 응우옌(Nhi Hoang Thuc Nguyen)과 같은 학자들은 "작은 나라가 중국의 문화적 힘을 꾸준히 물리친다는 비유는 최근, 탈식민지 시대, 20세기 중반의 구성물"이라고 주장한다.
프랑스와 미국에 대한 반식민지 투쟁 동안, 베트남 민주공화국은 북베트남과 남베트남 모두를 포괄하는 동질적인 국가 정체성과 국가 의식의 생성을 포함한 국가 건설 과정의 일환으로 역사를 재구성하기 시작했다. 반식민지 운동의 일부는 프랑스 통치를 거부하는 것을 포함했지만, 베트남 민족주의자들과 탈식민지 학자들은 자신들이 중국의 열등한 버전이라는 식민지적 견해뿐만 아니라 중국과는 독특하다는 견해 모두에 영향을 받았다. 결과적으로, 과거를 탈식민지화하려는 노력은 적어도 부분적으로는 중국의 파생물로 비춰질까 봐 하는 두려움에 대한 반응이었지만, 또한 베트남을 중국의 영향력에서 분리하려는 식민지 학문(EFEO)에 의존하기도 했다.
패트리샤 M. 펠리(Patricia M. Pelley)는 국가적 기원 탐색과 "베트남인의 투쟁 정신"이라는 주제라는 두 가지 노력이 결합된 것을 "고대 숭배"라고 부른다. 고대 숭배는 식민지 학문의 굴레를 해체하는 역할을 하는 "개념적, 시각적, 의례적 국가 정체성의 중심"을 제공했다. 쩐 쫑 김(Trần Trọng Kim)과 팜 반 선(Phạm Văn Sơn)과 같은 학자들은 베트남의 과거를 기원전 3세기 어우락에서 기원전 3천년 락롱꾸언까지, 그리고 마지막으로 중국 신화 속 통치자 신농의 베트남 버전인 탄농까지 거슬러 올라가는 점차 고대적인 기원으로 추적했다. 1975년까지 고대 숭배는 완전히 확립되었고, 웅왕과 같은 고대 반신화적 인물들은 베트남인의 국가적 기원으로서 그들의 일상생활에 확고히 자리 잡았다.
1950년대와 1960년대에 베트남 학자들은 베트남이 오랫동안 독립적이고 독특한 문명이라는 점을 강조함으로써 "베트남의 과거를 탈중국화"하기로 결정했다. 이 '탈중국화'(se déchinoiser) 노력과 관련된 활동에는 고고학 유물을 독특한 베트남 기술 혁신으로 주장하고, 역사를 외세 침략에 영구적으로 저항하는 '낑'(Kinh, 베트남 민족) 민족의 국가-영토 서사로 재구성하는 것이 포함되었다. '고대 중국 침략'이라는 비유는 1956년부터 남부에서 미국의 영향력에 대한 선전 캠페인에 적용되었다. 탈식민지 학자들의 저술과 반식민지 저항 단체의 필요성으로 인해 '고대적이고 지속적이며 민족에 기반을 둔, 심지어 '전통적인' 중국과의 갈등'이라는 역사적 서사가 만들어졌다. 북베트남 학자이자 역사 연구소의 초대 소장인 쩐 휘 리에우(Trần Huy Liệu)는 중국 통치기와 프랑스 통치기 사이에 직접적인 연관성을 만들며, 둘 다 베트남 역사에 내재된 불굴의 저항 정신의 예시로 특징지었다.

#### 서구 확산
1970년대 일본 학자들의 저작과 1980년대 영어 저작들은 민족학파의 요소들을 수용했다. 가타쿠라 미노루(Katakura Minoru)의 『중국 지배하의 베트남』은 베트남 민족의 타고난 특성을 강조한다. 키스 테일러(Keith Taylor)의 『베트남의 탄생』(1983)은 홍강 평원의 반전설적인 왕국에서 대월 건국까지의 강력한 연속성을 주장하며, 이는 중국에 대항한 천년 간의 투쟁의 결과로 베트남 주권 회복으로 귀결되었다. 중국 점령군에 대한 베트남 저항 모델은 미국 대중에게 프랑스와 미국 군사 작전에 대한 베트남의 확고한 저항을 설명하는 데 사용되었다. 제니퍼 홀름그렌(Jennifer Holmgren)의 『북베트남의 중국 식민지화』는 상이한 방향의 정치적, 문화적 변화를 지칭하는 용어로 중국화와 베트남화를 사용한다. 베트남 역사학의 민족학파를 따르는 저작들은 후대 시대의 증거를 기반으로 과거 시기(한나라-당나라 시대)에 베트남인의 집단 의식을 소급적으로 부여한다. 베트남 역사학의 민족학파는 1980년대 이후 거의 변함없이 유지되었으며 국가적 정통성이 되었다.
캐서린 처치먼(Catherine Churchman)에 따르면, 최근 서구 학계는 "선사시대에 기원하여 중국의 천년 지배 동안 독특한 인구로 (어느 정도 변형되었지만) 살아남은 비엣 민족의 원초적 역사 서사"를 묘사하는 것에서 벗어나기 시작했다. 베트남에서도 새로운 역사가들이 같은 궤도를 따르는 것으로 보인다. 그러나 벤 키어넌(Ben Kiernan)의 『베트남: 초기부터 현재까지의 역사』(2017)와 같은 최근 저작들은 새로운 트로프를 도입하면서도 동일한 트로프를 되풀이하고 있다. 처치먼은 키어넌이 시대에 뒤떨어진 학문적 연구를 재작업하려 했으며, 그 과정에서 너무나 많은 오류를 포함한 서사를 만들어냈고, 이를 모두 나열하는 것은 주요 프로젝트가 될 것이라고 비판했다. 특히 주목할 점은 키어넌이 고전 한문이나 베트남어 자료를 읽을 수 없어 영어와 프랑스어 이차 자료에 국한되었다는 점이다.

#### 비판
베트남 역사학의 민족주의 학파가 도입한 역사적 패러다임은 캐서린 처치먼(Catherine Churchman), 키스 W. 테일러(Keith W. Taylor), 헤이든 체리(Haydon Cherry), 패트리샤 M. 펠리(Patricia M. Pelley), 제이민 김(Jaymin Kim), 마르틴 그로스하임(Martin Großheim) 등 여러 학자들로부터 비판을 받아왔다. 캐서린 처치먼은 홍강 평원의 내재적이고 다루기 어려우며 뚜렷하게 동남아시아적인 베트남 정체성을 주장하는 논거를 세 가지 범주로 분류한다: 맥락, 문화적 연속성, 저항. 맥락은 베트남과 중국 간의 유사성을 경시하면서 탈식민지 시대에 베트남의 동남아시아적 정체성을 강조하는 것을 의미한다. 이는 베트남을 동아시아의 중요하지 않은 변방이 아니라 동남아시아의 중심점으로 확립하려는 목적이었다. 문화적 연속성은 태고적부터 홍강 평원에 항상 존재해 온 내재적인 베트남 '문화적 핵심'을 의미한다. 저항은 외세 침략자에 대한 베트남 민족의 국가적 투쟁을 의미한다. 응우옌 칵 비엔(Nguyen Khac Vien)과 같은 이 역사적 서사의 지지자들은 중국 지배하의 베트남 역사를 "무장 봉기로 특징지어지는 외세 지배에 대한 확고한 민중 저항"으로 특징짓는 반면, 처치먼과 같은 반대자들은 증거 부족, 시대착오, 언어 문제, 중국 정치 및 문화 규범 준수, 그리고 중국 지배하의 다른 민족과의 유사점 및 차이점을 지적한다.
키스 W. 테일러는 1983년 그의 저서 『베트남의 탄생』이 출판되었을 때 베트남 역사학의 민족주의 학파의 지지자였다. 『베트남의 탄생』에서 테일러는 전설적인 웅왕으로 거슬러 올라가는 끊어지지 않는 혈통이 중국에 대한 천년 간의 저항 끝에 베트남 주권의 회복으로 정점에 달했다는 베트남 민족사의 근본적인 신조를 옹호했다. 테일러는 나중에 이 입장에서 물러나 "베트남 민족 또는 베트남 국가에 대한 엄격한 포괄적 서사"를 비판했다. 그는 또한 중국의 정기적인 침략으로 인해 베트남이 외세 침략자에 대한 저항 전통을 발전시켰다는 견해에 이의를 제기했다.
패트리샤 M. 펠리(Patricia M. Pelley)는 탈식민지 학자들이 의심할 여지 없이 중국 문화에서 벗어나 새로운 문화 규범을 확립하는 것을 선호했다고 언급한다. 그러나 많은 경우, 이는 근대 이전 베트남에서 문화와 교육 개념이 중국 문명과 얼마나 밀접하게 얽혀 있었는지를 고려할 때 사회적, 개인적 차원에서 과거와의 연결을 사실상 단절하는 것을 의미했다. 펠리는 베트남의 중국 문화를 르네상스 유럽의 그리스 및 로마 문화와 비교하며, 라틴어의 "죽음"이 베트남에서 중국 문화와 함께 라틴어 과거를 인정하는 것을 더 쉽게 만들었다고 추측했다. 국가 정체성의 원천을 제공하기 위해 고대로 거슬러 올라가려는 노력, 즉 펠리가 "고대 숭배"라고 부르는 것은 미래의 역사가들이 해결해야 할 새로운 문제들을 야기했다.

#### 민족적 단일성
베트남 민족 서사는 통일된 베트남 민족 의식을 증명하기 위해 시대착오적 요소를 도입했다. '베트/월'이라는 단어는 역사 전반에 걸쳐 다양한 의미를 가졌음에도 불구하고 종종 특정 민족을 지칭하는 데 사용된다. 한나라-당나라 시대에는 중국-베트남 이분법을 묘사하는 용어가 없었으며, 주강과 홍강 사이의 지역에 거주하는 응집력 있는 집단을 묘사하는 용어도 없었다. 당나라 시대에는 안남 또는 정해군의 원주민을 야인(야만족), 리족, 또는 안남인(안남 사람들)이라고 불렀다. 또한, 민족사는 현대 국경에 한정된 좁은 시각을 가지는 경향이 있어 예외주의적 결론을 초래한다. 홍강 평원의 정치 상황이 북쪽 광저우보다 덜 안정적이었던 것은 사실이지만, 그러한 상황은 그 지역에만 국한된 것이 아니었다. 베트남 민족 서사는 모든 지역 반란, 지역 왕조의 부흥, 그리고 그들의 지역 자치권을 국가 독립을 추구하는 동기로 소급적으로 부여한다.
기원전 2세기 이후, 국가 통치권의 분권화가 심화되면서 지방 행정은 점차 세습적으로 변모했다. 처치먼은 홀름그렌과 테일러가 이 현상을 베트남 영토에 적용했을 때 "반독립적인 베트남화된 관료제"로 특징지은 것을 비판했다. 같은 경향은 이 시기 한나라 전역에서 나타났다. 더욱이 홀름그렌과 테일러가 베트남화의 예시로 든 가문들은 나중에 베트남이 된 지역뿐만 아니라 현대 중국의 일부인 지역에서도 직책을 맡았다. 사섭 이전에 그들과 마찬가지로, 현대 베트남의 일부를 통치했던 이러한 가문들(도, 두, 텅)은 광저우시와 홍강 삼각주 외의 다른 지역 정치에도 관여했다. 5세기 후반에 홍강 평원의 정치는 광저우와는 다르게 발전했고, 이 지역은 강력한 지역 가문들의 통제하에 더 큰 자치권을 누렸다. 그러나 리비를 제외하고는 어느 누구도 독립 국가의 통치자가 되는 데 관심이 없었던 것으로 보인다. 리비가 544년에 스스로를 월나라의 황제로 선포했지만, 그의 초기 불만은 양나라의 행정 체제에서 진급의 길이 없었던 데서 비롯된 것으로 보인다. 남제서와 진서 (남조)와 같은 중국 역사서에서는 리비가 외국인이나 야만인으로 간주되지 않고, 단순히 지역 통치 엘리트에서 비롯된 또 다른 반란군 지도자로 묘사된다. 15세기 대월사기전서는 리비를 왕망의 찬탈로 인한 북부의 혼란을 피해 달아난 중국 난민의 베트남화된 후손으로 묘사한다. 10세기의 후기 자치 운동 또한 독특하지 않았으며, 남조 제국과의 직접적인 접촉을 완화시킨 사람들의 활동에 비하면 상당히 온건한 수준이었다.

#### 중국에 대한 저항
니 호앙 툭 응우옌(Nhi Hoang Thuc Nguyen)에 따르면, 역사 전반에 걸쳐 "중국 문화에 대한 일관되거나 극심한 베트남인의 증오에 대한 증거는 거의 없다"고 하며, 베트남 엘리트의 관점에 대한 최근 연구는 중국에 대한 실질적이거나 대중적인 저항이 없었음을 나타낸다. 고대부터 중국 문화에 대한 오랜 적대감이라는 개념은 베트남 공산당이 새로운 역사적 서사에 맞추기 위해 역사적 기록을 선택적으로 정리하여 인위적으로 구성한 것이다. 이 시기에 대한 최근 연구는 중국 문화적 영향에 대해 균일하게 저항하는 베트남인의 사고방식이 없었음을 보여준다. 베트남 엘리트들은 일반적으로 중국 문화와 정치 규범에 대해 호의적이었다. 리암 켈리(Liam Kelley)는 중국에 파견된 베트남 사절들이 지은 시에 대한 연구를 수행했는데, 중국에 대한 어떤 적대감도 발견하지 못했다. 이러한 외교 사절단은 민족주의 역사학에서 중국을 달래기 위한 냉소적인 노력(조공 사절단)으로 묘사되지만, 연구 대상자들은 신문화에 속한 것을 진정으로 자랑스러워했던 것으로 보인다. 전체적으로, 프랑스 식민지화 이전의 베트남 엘리트들은 특정 중국 고전에 대한 지식을 역사적 문해력과 동등하게 여겼다. 20세기까지도 베트남의 전체 역사를 읊는 호찌민의 시 <봉응우옛>(Vọng Nguyệt)과 같은 중요한 베트남 문학은 고전 한어로 쓰여졌다. 언어 연구자 응우옌 투이 단(Nguyen Thuy Dan)에 따르면, 19세기까지 베트남 엘리트의 대다수는 고전 한어 외에 다른 언어로 글을 쓴 적이 없는 것으로 보이며, 심지어 베트남어를 표현하기 위해 한자 스크립트를 토착화하려는 시도를 비판하기도 했다. 언어는 한-당 시대에 뚜렷한 베트남 정체성의 증거로 사용되어 왔다. 그러나 일부 연구는 혼성어화와 중고 한어를 포함하는 언어 변화의 결과로 베트남어가 그 이후에 형성되었다는 점을 지적한다.
마찬가지로, 투옹 부(Tuong Vu)는 역사적인 중국-베트남 관계에 대한 민족주의적 틀을 "심각하게 오도적"이라고 부르며, 복잡한 관계를 지배와 저항이라는 일차원적인 서사로 단순화하여 베트남이 중국에 미치는 중요성을 과장하고 베트남 자체의 팽창주의적 시도를 간과한다고 비판한다. 민족주의적 서사에 심각한 결함이 있음에도 불구하고, 프랑스 및 미국과의 전쟁과 중국 변방에 위치한 베트남의 현실적인 모습 덕분에 매우 널리 퍼지게 되었다. 부는 최근 학계가 표준적인 서사에 이의를 제기했지만, "중국과 베트남이 더 넓은 지정학적 맥락에서 벗어나 상반되는 것으로 병치되는 이중적인 중-베트 상호작용에 여전히 몰두하고 있다"고 지적한다. 부는 역사 전반에 걸쳐 중국이 베트남의 주요 적이 아니라, 임읍국 또는 참파와 같은 남부 변경의 다른 집단들이 심지어 중국 통치 시대에도 베트남의 존재를 위협했다고 주장한다.
부에 따르면 중국의 정치적 중심은 남부 변경과 너무 멀리 떨어져 있어서 북부만큼 베트남에 관심을 가질 수 없었다. 진나라가 처음으로 홍강 삼각주에 도달했을 때, 그들은 그 지역을 간접적으로 통치했다. 그 다음에는 조타가 남월 왕국을 세웠다. 한나라가 기원전 111년에 통제권을 확립할 무렵, 베트남 민족의 조상 대부분은 여전히 홍강 북서쪽 고지대에 살았다. 정부는 현대 하노이를 중심으로 했으며, 시간이 지나면서 한족은 현지인들과 결혼하여 아남 중세 중국어와 저지대 주민들에게 널리 퍼져 있던 프로토-베트-므엉(Proto-Viet-Muong)이라는 언어를 구사하는 한-베트 집단을 형성했다. 이 의미는 홍강 지역 사람들이 단일한 정체성이나 언어를 가지고 있지 않았으며, 종종 제국 통치가 다른 집단으로부터의 보호를 의미했다는 것이다. 때때로 마이툭로안의 봉기나 남조 (왕국)의 침략과 같은 반란은 그들의 동맹에도 불구하고 원주민들에게 심한 약탈과 파괴를 초래했다. 조타, 루흥, 르엉탁, 리비, 응오꾸옌에 의해 만들어진 많은 반란과 사실상 독립적인 국가들은 한족 또는 한-베트족 후손으로 제국 정부와 연줄이 있는 사람들에 의해 주도되었다. 그들의 동기가 기회주의가 확실히 한 요인이었다는 것 외에는 알 수 없다. 부는 이러한 한-베트 엘리트 가문들이 독립을 추구하기보다는 제국 쇠퇴기에 자신들을 방어하기 위해 봉기했으며, 응오꾸옌의 경우 그의 적은 전체 "중국인"이 아니라 유엄이 이끄는 또 다른 지역 군벌 국가였다고 제안한다. 응오꾸옌 이후, 모든 베트남 왕조는 중국보다 남쪽과 서쪽의 사람들과 더 많은 시간을 갈등하며 보냈다.
제이민 김은 1788~1789년 청-베트남 분쟁을 독립국 '베트남'을 다시 합병하려는 '중국'의 또 다른 시도로 규정하여 영웅적인 베트남의 중국 저항을 강조하고 청나라와 동맹을 맺은 후 레 왕조의 주체성을 가린다고 비판했다. 베트남 자료에 따르면, 총독 손사의는 건륭제에게 옛 중국 영토인 안남(당나라 시대 베트남)을 되찾기 위한 군사 원정을 주장했다. 그러나 김은 어떤 중국 자료에도 손이 명시적으로 합병을 주장하는 진술이 포함되어 있지 않으며, 베트남 자료의 저자들이 황제에게만 의도된 비밀 상소문인 손의 청 황제와의 통신에 접근했을 가능성은 낮다고 지적한다. 또한, 레 왕조 충성파들은 청나라 조정에 떠이선 반란군에 대한 군사 작전을 개시하도록 적극적으로 로비했다. 여섯 명의 레 관리들은 레 왕조에 대한 대중적 지지도를 과장하는 맞춤형 및 선별적 정보를 청 조정에 제공했고, 마지막 레 황제인 레 찌에우 통은 청에 직접 개입을 요청했다. 그 결과 청의 군사 작전은 대부분 청군으로 구성되었지만, 소수였던 레 충성파도 중요한 역할을 했다. 레 왕조와 함께 청 영토로 들어간 여섯 관리 중 한 명인 응우옌 딘 마이(Nguyễn Đình Mai)는 레 충성파 부대를 이끌고 선봉에서 싸웠다. 청-레 동맹 소식이 베트남에 전해지자, 특히 북부에서 상당한 지지를 받았다. 여러 베트남 지도자들이 청-레 동맹에 합류하여 연합군은 초기에 성공을 거두었다. 동맹이 패배한 후에도 레 충성파들은 청나라에 대한 추가 개입을 계속 로비했다. 이 레 난민들과 전쟁 지지자들은 청나라가 떠이선 왕조를 레 왕조의 정당한 후계자로 인정하자 청에 문제가 되었고, 난민들은 군대에 통합되거나, 청 영토에 강제로 정착되거나, 베트남으로 돌아갔다.

#### 정경화
탈식민지 베트남은 베트남의 신화적 선사시대, 즉 웅왕, 홍방 왕조, 그리고 반랑 왕국을 역사적 진실로 정경화했다. 쩐 휘 리에우(Trần Huy Liệu)는 웅왕과 베트남 민족의 형성 사이에 직접적인 연관성을 만들며, 베트남 저항의 시작을 그들의 역사 초기로 보았다. 베트남 공산당은 웅왕의 지위를 신화적 조상에서 베트남 건국의 아버지로 격상시켰다. 웅왕을 베트남 민족의 기원으로 지지하는 오랜 흐름이 있었지만, 개혁 시기 동안 당 지도자들은 직접 웅왕 축제에 참석하여 불안정한 시기에 베트남 민족 통합의 원천으로 이를 더욱 활용했다. 베트남 역사가 부 득 리엠(Vũ Đức Liêm)은 이를 "종교적 민족주의"라고 부르며, 이 행위를 베트남 공산당의 정당성 구축 형태로 특징짓는다.
웅왕의 기원을 면밀히 검토한 여러 학자들은 그들의 역사성을 의심한다. 웅왕을 언급하는 가장 오래된 베트남 문헌인 13세기 월사략은 그들이 묘사하고자 하는 시기보다 거의 2천 년 후의 것이다. 더 오래된 중국 문헌인 4세기 교주외역지(交州外域志)는 비슷한 통치자 묘사를 포함하지만, 웅왕 대신 락비엣이라고 부른다. 앙리 마스페로(Henri Maspéro), 응우옌 반 또(Nguyễn Văn Tố), 루오 샹린(Luo Xianglin)에 따르면, 기록된 웅(雄)은 락(雒)과 혼동된 필사 오류일 수 있다. 체리는 4세기 중국 문헌을 고려하더라도, 그것이 논하는 시기보다 800년 후에 만들어졌으며, 중국 또는 베트남 문헌이 그렇게 긴 시간 동안 정보를 신뢰할 수 있게 전달할 수 있었는지 의심한다고 지적한다. 기껏해야 그것들은 해당 시대의 중국인과 베트남인이 베트남 역사의 선사시대에 대해 어떻게 생각했는지에 대한 창일 뿐, 진정한 1차 자료는 아니다. 관련 시기에 대한 유일한 진정한 자료는 북부 베트남 초기 주민들에게 사용 가능했던 기술 수준에 대한 정보를 포함하지만, 웅왕이나 반랑 왕국에 대한 정보는 포함하지 않는 고고학 유물이다.
이전에 베트남 역사에서 정통적이었던 견해들은 현대 민족주의 이념에 맞게 변경되었다. 남월의 통치자들, 즉 찌에우 왕조로 불리는 이들은 현대 베트남 역사학에서 외국인으로 재분류되었다. 전통적인 베트남 역사학은 찌에우 왕조를 정통 정권으로 여겼지만, 현대 베트남 학자들은 일반적으로 이를 베트남을 통치한 외국 왕조로 간주한다. 베트남 법원에서 편찬된 가장 오래된 문헌인 13세기 대월사기는 남월을 그들의 역사의 공식적인 시작점으로 여겼다. 대월사기에 따르면 조타는 대월의 기초를 확립했다. 그러나 18세기 후반의 역사가들은 이러한 견해에 의문을 제기하기 시작했다. 응오 티 시(Ngô Thì Sĩ)는 조타가 외국 침략자이며 남월은 베트남 역사에 포함되어서는 안 될 외국 왕조라고 주장했다. 이러한 견해는 북베트남 역사가들 사이에서 주류가 되었고, 나중에 통일 이후 국가적 정통성이 되었다. 남월은 국가 역사에서 제거되었고 조타는 외국 침략자로 재구성되었다.

## 언어적 영향
중국의 베트남 지배 기간 동안 태국어, 베트남어, 라오어, 므엉어 및 기타 여러 언어를 포함한 베트남 북부의 여러 방언에 대한 언어적 변형이 이루어졌다. 이들 언어는 종종 본토 동남아시아 언어권으로 알려진 지역 슈프라흐분트(sprachbund)로 불린다. 베트남어와 므엉어는 중국어와 타이카다이어족의 강한 언어적 영향 아래 성조화, 단음절화, 중국어 차용어의 문법화를 완료하여 분류사와 상 표지가 되었다. 반면, 다른 극단에서는 남부 비엣어는 보수적인 오스트로아시아어족처럼 강력하게 다음절 형태소와 파생 또는 굴절 형태론을 가지고 있다.

## 중국의 베트남 지배 시기
베트남에 대한 중국의 네 가지 통치 기간:
| 중국의 통치 기간                                           | 중국 왕조                                                     | 연도                                   | 설명 |
| ---------------------------------------------------------- | ------------------------------------------------------------- | -------------------------------------- | --- |
| 제1차 중국의 베트남 지배 北屬𠞺次一 Bắc thuộc lần thứ nhất | 서한 왕조신나라후한 왕조                                      | 기원전 111년–서기 40년                 | 첫 번째 박투억 시대는 전통적으로 서한의 한-남월 전쟁 승리 이후 시작된 것으로 간주된다. 이는 쯩 자매의 짧은 반란으로 끝났다. |
| 제2차 중국의 베트남 지배 北屬𠞺次𠄩 Bắc thuộc lần thứ hai  | 후한 왕조동오 왕조서진 왕조동진 왕조유송 왕조남제 왕조양 왕조 | 서기 43년–544년                        | 쯩 자매의 반란 이후 중국의 통치가 재개되었다. 두 번째 중국 통치 시대는 쇠퇴하는 양 왕조의 내부 혼란을 틈타 리비의 반란으로 끝났다. 리비는 이후 공식 왕조명 "만춘"(萬春)으로 전 리 왕조를 건국했다.                                                            |
| 제3차 중국의 베트남 지배 北屬𠞺次𠀧 Bắc thuộc lần thứ ba   | 수나라당나라무주남한 (때때로 포함)                            | 서기 602년–905년 또는 서기 602년–939년 | 수나라가 수-전 리 전쟁 이후 베트남을 중국에 재편입시켰다. 이 시기에는 베트남에 만다린 행정이 확고히 뿌리내렸다. 세 번째 중국 통치 시대는 당나라 붕괴와 응오꾸옌이 박당강 전투에서 남한 함대를 격파한 이후에 종결되었다. 응오꾸옌은 이후 응오 왕조를 선포했다. |
| 제4차 중국의 베트남 지배 北屬𠞺次四 Bắc thuộc lần thứ tư   | 명나라                                                        | 서기 1407년–1428년                     | 명나라가 단명했던 호 왕조를 격파한 후 베트남은 중국의 통제하에 놓였다. 네 번째 중국 통치 시대는 레러이가 이끈 람선 봉기가 성공하면서 끝났다. 레러이는 이후 새로운 후 레 왕조 하에 대월 왕국(大越)을 재건했다.                                                 |

## 인구 조사 자료
| 연도    | 중국 왕조 | 기간                                  | 가구 수 | 인구      |
| ------- | --------- | ------------------------------------- | ------- | --------- |
| 2       | 한나라    | 제1차 중국의 베트남 지배              | 143,643 | 981,755   |
| 140     | 한나라    | 제2차 중국의 베트남 지배              | 64,776  | 310,570   |
|         | 진나라    | 제2차 중국의 베트남 지배              | 25,600  | -         |
|         | 유송 왕조 | 제2차 중국의 베트남 지배              | 10,453  | -         |
| 609     | 수나라    | 제3차 중국의 베트남 지배              | 56,566  | -         |
| ca. 700 | 무주      | 제3차 중국의 베트남 지배 (안남도호부) | 38,626  | 148,431   |
| 740     | 당나라    | 제3차 중국의 베트남 지배 (안남도호부) | 75,839  | 299,377   |
| 807     | 당나라    | 제3차 중국의 베트남 지배 (안남도호부) | 40,486  | -         |
| 1408    | 명나라    | 제4차 중국의 베트남 지배              | -       | 5,200,000 |
| 1417    | 명나라    | 제4차 중국의 베트남 지배              | 450,288 | 1,900,000 |

## 같이 보기
- 베트남-중국 관계
- 중국의 팽창주의
- 중국화 (문화)

## 내용주
1. ↑  140년 홍강 삼각주 인구 조사는 남아있지 않다.[53]
2. ↑  푹록, 뤽, 쯔엉, 디엔 현의 인구 조사는 남아있지 않다.[56]
3. ↑  푹록 현의 인구 조사는 남아있지 않다.[56]
4. ↑  인구 규모에 대한 정보는 인구 조사에 남아있지 않다.[56]
5. ↑  명실록 동남아시아 명실록: 공개 접근 자료